# Bonita (Louisiana)
Bonita és una població dels Estats Units a l'estat de Louisiana. Segons el cens del 2000 tenia 335 habitants.

## Demografia
Segons el cens del 2000, Bonita tenia 335 habitants, 122 habitatges, i 87 famílies. La densitat de població era de 95,1 habitants/km².
Dels 122 habitatges en un 30,3% hi vivien nens de menys de 18 anys, en un 50% hi vivien parelles casades, en un 16,4% dones solteres, i en un 27,9% no eren unitats familiars. En el 25,4% dels habitatges hi vivien persones soles el 14,8% de les quals corresponia a persones de 65 anys o més que vivien soles. El nombre mitjà de persones vivint en cada habitatge era de 2,75 i el nombre mitjà de persones que vivien en cada família era de 3,35.
Per edats la població es repartia de la següent manera: un 26,9% tenia menys de 18 anys, un 8,7% entre 18 i 24, un 23% entre 25 i 44, un 22,4% de 45 a 60 i un 19,1% 65 anys o més.
L'edat mediana era de 39 anys. Per cada 100 dones de 18 o més anys hi havia 91,4 homes.
La renda mediana per habitatge era de 22.727 $ i la renda mediana per família de 25.227 $. Els homes tenien una renda mediana de 19.167 $ mentre que les dones 19.688 $. La renda per capita de la població era de 25.029 $. Entorn del 25% de les famílies i el 30,1% de la població estaven per davall del llindar de pobresa.

## Poblacions més properes
El següent diagrama mostra les poblacions més properes.